# ГЕС Ла-Баті
ГЕС Ла-Баті (фр. La Bâthie) — гідроелектростанція на південному сході Франції. Розташована у сточищі річки Ізер (ліва притока Рони), яка у верхів'ях дренує західну частину Грайських Альп.
Збір ресурсу для роботи станції здійснюється у сточищах правих приток Ізеру Doron-de-Bozel, Torrent-de-Benetant, L'Ormente та Le Versoyen, для чого споруджено декілька гребель:
- арково-гравітаційна бетонна Gittaz на Torrent-de-la-Gittaz (права притока Doron-de-Bozel), яка при висоті 66 метрів, довжині 164 метри та товщині від 3 до 48 метрів потребувала 110 тис. м3 матеріалу. Вона утримує водосховище із об'ємом 13,7 млн м3, до якого додатково здійснюється деривація із Ruisseau-de-Sallestet (правої притоки Torrent-de-la-Gittaz, яка впадає в неї нижче від греблі);[1]
- арково-контрфорсна бетонна Roselend на Doron-de-Bozel (права притока Doron-de-Bozel), яка при висоті 150 метрів, довжині 804 метри та товщині від 3 до 22 метрів потребувала 925 тис. м3 матеріалу. Вона утримує водосховище із об'ємом 185 млн м3, до якого через ГЕС Sauces додатково здійснюється деривація із ряду водозаборів у сточищі Torrent-des-Glaciers (права притока згаданої раніше Le Versoyen);[2]
- аркова бетонна Saint-Guérin на Torrent-de-Poncellamont (права притока Ruisseau-de-l'Argentine, що в свою чергу є лівою притокою Doron-de-Bozel), яка при висоті 70 метрів, довжині 250 метрів та товщині від 3 до 12 метрів потребувала 65 тис. м3 матеріалу. Вона утримує водосховище із об'ємом 13,5 млн м3, до якого додатково здійснюється деривація із Torrent-du-Carmet-d'Areches (права притока згаданої раніше L'Ormente).[3]

Накопичений ресурс передається із сховища Gittaz до Roselend, а звідти до Saint-Guérin, від якого вже веде дериваційний тунель до машинного залу станції, який по дорозі отримує додатковий ресурс із водозаборів у сточищах Ruisseau-du-Grand-Morit (як і Torrent-de-Poncellamont є правою притокою Ruisseau-de-l'Argentine) та Torrent-de-Benettant (невелика права притока Ізеру).
Машинний зал, розташований в долині Ізеру між впадінням у нього Torrent-de-Benettant та Doron-de-Bozel, обладнаний шістьма турбінами типу Пелтон потужністю по 90 МВт. При напорі у 1250 метрів вони забезпечують виробництво біля 1,1 млрд кВт-год електроенергії на рік.
Зв'язок з енергосистемою відбувається по ЛЕП, що працюють під напругою 225 та 400 кВ.